# Real Sociedad Fotográfica
La Real Sociedad Fotográfica (RSF) es una sociedad científica española dedicada a la fotografía. Nació en febrero de 1899 a partir del encuentro de un reducido número de aficionados madrileños en el local de una tienda de material fotográfico propiedad de Carlos Salvi.

## Historia

### Fundación e inicios
La «Real Sociedad Fotográfica» nace de las reuniones de unos pocos aficionados madrileños en la tienda de material fotográfico de Carlos Salvi. El primer paso lo dio Manuel Suárez Espada al proponer al Círculo de Bellas Artes la creación de una Sección de Fotografía, que quedó constituida por casi dos docenas de socios, en febrero de 1899. Poco después, en junio de 1900, los ya 70 socios abandonaron la tutela del Círculo de Bellas Artes para pasar a ser la Sociedad Fotográfica de Madrid que nacía así como agrupación independiente.
A su prosperidad económica había que añadir el prestigio que iba adquiriendo ya que, entre sus socios, se encontraban los más destacados aficionados y un importante número de aristócratas madrileños que podían permitirse este oneroso hobby así como el pago de las cuotas. La saneada economía de la joven sociedad permitió la adquisición de una carísima linterna de proyecciones que congregaba tanto a socios como a familiares en lo que se convirtió en todo un acontecimiento social. 
Junto con las proyecciones, las actividades que gozaban de mayor éxito eran las conferencias artísticas o científicas –no en vano la técnica fotográfica estaba aún en pleno desarrollo- y las pequeñas excursiones por los alrededores de Madrid. Pero, sin duda, la actividad que tuvo mayor repercusión en estos primeros años fue la organización del Primer Concurso Nacional de Fotografía, en noviembre de 1901.
Los importantes premios y la excelente campaña de comunicación atrajeron 175 envíos procedentes de toda España, con un total de 1.667 fotografías. Bajo lemas más o menos ingeniosos, participaron desde modestos aficionados a conocidos fotógrafos, cuyas obras pudieron admirarse en la exposición que se realizó después. Ningún otro concurso había tenido tan amplia difusión y su influencia en los usos fotográficos de nuestro país es indiscutible.
La visita de Alfonso XIII, al que acompañaban la Reina Madre y sus hermanas, despertó una enorme expectación y supuso un importante impulso para la Sociedad Fotográfica de Madrid que se convertía así en un centro de reunión para los fotógrafos de la Corte así como de contacto con lo más destacado de la sociedad madrileña. Unos años después, en 1907, el monarca –que había sido nombrado socio protector en el transcurso de esta visita- concedió a la entidad la gracia de ostentar el nombre de Real Sociedad Fotográfica, con el que aún hoy se la conoce.
Junto con el Círculo de Bellas Artes y la Sociedad Peñalara, el I Salón Internacional de Fotografía se convirtió en realidad en 1921. Su éxito motivó que las tres entidades celebraran salones internacionales hasta 1925 y, si bien no fueron acontecimientos fotográficos de enorme repercusión en Europa, al menos ayudaron a la proyección y el reconocimiento de la agrupación madrileña.

### Tiempos difíciles
En 1934 la agrupación tenía un importante reconocimiento gracias, tanto a las relaciones establecidas con entidades europeas e hispanoamericanas, como al momento de enorme actividad internacional también para el resto de las asociaciones fotográficas españolas. Sin embargo, las guerras que iban a producirse en España y Europa en los siguientes años impusieron un largo y forzoso paréntesis. 
Con la proclamación de la República, la Real Sociedad Fotográfica pasó a convertirse, de nuevo, en la Sociedad Fotográfica de Madrid que continuaba organizando las actividades habituales. A los ya tradicionales salones se unen exposiciones con la obra de destacados autores, que daban pie al debate sobre tendencias fotográficas, centrados durante los primeros años treinta en el trabajo de las vanguardias, la fotografía publicitaria y el ya viejo tema de la fotografía como arte. 
En la segunda mitad de los años 30 comenzó a vivirse un ambiente prebélico que afectó también a los miembros de la Real Sociedad Fotográfica. Sin embargo, por encima de otras disputas, prevaleció el interés común por preservar las pertenencias de la agrupación y garantizar su continuidad. Así, para evitar un asalto popular y la apropiación de sus bienes se produjo una incautación pactada con la que la Junta Directiva saliente entregaba todas las posesiones de la Real Sociedad Fotográfica a una nueva junta.
Casi tres años después, tras firmar un acta de restitución y hacerse cargo de la gestión de la entidad, los nuevos responsables de la misma reconocían la excelente gestión que, de modo tan eficaz, había preservado el patrimonio de la sociedad. A pesar de ello, se tuvo que hacer frente a una compleja situación económica: bajas de socios, recibos impagados, ausencia de subvenciones…. No es de extrañar que la Real Sociedad Fotográfica se sumiera en un largo período de estancamiento, a tono con la situación general del país, del que no le resultó fácil salir.

### La época dorada de las asociaciones fotográficas
De forma paradójica, los años de la posguerra son los de mayor actividad expositora ya que todas las asociaciones organizan concursos o participan realizando envíos. Los salones fotográficos actúan como una auténtica red de exposiciones gracias a la cual los aficionados podían, no sólo contemplar el trabajo de otros fotógrafos, sino que su éxito o fracaso en estas convocatorias les servía para hacerse una idea del “lugar que ocupaban” dentro del panorama fotográfico de su entidad, a nivel nacional e, incluso, a nivel internacional. Sin embargo, no hay que olvidar que a finales de los años 40 y principios 50, el fotógrafo español más valorado y conocido fuera de nuestras fronteras era José Ortiz Echagüe con sus imágenes sobre tipos y paisajes realizadas al carbón directo sobre papel Fresson. La imitación de su estilo junto con el enorme apoyo de las agrupaciones a este tipo de fotografía y el beneplácito oficial son los principales factores responsables de que, en España, se perpetúe la estética pictorialista cuando en otros lugares del mundo ya había sido superada y olvidada hacía décadas.
Pero también son años en los que una nueva generación se incorpora a la Real Sociedad Fotográfica y se comienza a solicitar una renovación de la fotografía. Los editoriales de Ignacio Barceló en las páginas de Arte Fotográfico generan un interesante intercambio de opiniones y no poca polémica respecto a lo que algunos llamaban ya fotografía moderna. 
Un directivo de la Real Sociedad Fotográfica, con motivo de una exposición de autores noveles, decía entusiasmado que venían “pegando” aunque el verdadero impulso renovador vino en 1957 de la mano de la muestra de las imágenes de Terré, Masats y Miserachs en sus salones. Si bien algunos la entendieron como prescindible, para otros significó una auténtica inspiración marcando la ruta a jóvenes socios como Cuallado, Romero, Aguilar y Gómez.
La formación de un grupo dentro de la Real Sociedad Fotográfica, no fue demasiado bien acogida por algunos socios que veían planear la sombra de la escisión sobre la veterana agrupación. El detonante de ese malestar es La Palangana que, formado en un primer momento por Gabriel Cualladó, Francisco Ontañón, Rubio Camín, Leonardo Cantero, Paco Gómez y Ramón Masats, se ve aumentado después con las incorporaciones de Gerardo Vielba, Fernando Gordillo y Juan Dolcet, constituyendo todos ellos el embrión de lo que después sería conocido como Escuela de Madrid. Poco más tarde, se constituye "La Colmena". Se proclaman antiminoritarios y se autodenominan así por su carácter laborioso y su sentido comunitario. Fundado por iniciativa de Carlos Miguel y compuesto por Lobato, Donato de Blas, Sigfrido de Guzmán, Evaristo Martínez Botella, Carlos Corcho, Serapio Carreño y Vicente Nieto.
Muchos de estos jóvenes aficionados llegan a la Junta Directiva de la Real Sociedad Fotográfica en 1964, con el ánimo de suscitar un cambio de actitud en los socios pero, a pesar de algunos momentos de mayor actividad y del reconocimiento nacional e internacional hacia el trabajo de algunos de sus integrantes, la agrupación madrileña sobrevive apática durante la década de los sesenta.
En 1971 aparece la revista Nueva Lente, que supuso una verdadera revolución en el mundo de la fotografía. Dirigida por Pablo Pérez-Mínguez, primero, y por Jorge Rueda, más tarde, muestra en sus páginas el trabajo de jóvenes fotógrafos catalanes y madrileños que fueron bautizados como "La Quinta Generación". Si bien no se puede decir que la Real Sociedad Fotográfica compartiera al cien por cien las propuestas estéticas de Cristina García Rodero, Elías Dolcet o de sus propios directores, entre otros, sí es cierto que todos ellos se formaron en sus tertulias, participaron en sus concursos y se nutrieron de la fotografía que ofrecía la agrupación.

### Aniversarios y camino al futuro
En 1975 la Real Sociedad Fotográfica celebró sus “bodas de brillantes” con la fotografía con diversos homenajes y conferencias. Tampoco dejó de celebrarse el Concurso Social Anual y la decimonovena edición del Salón Nacional de Fotografía, iniciativas que, a pesar de continuar siendo populares en las asociaciones y buenas escuelas para los principiantes, habían entrado en crisis.
Cuando parecía que el interés por los colectivos ya había desaparecido, y después de algunas actividades de los grupos "Zángano" y "Magenta" a principios de los setenta, algunos de los socios más jóvenes constituyen el "Grupo TAL" cuya meta es proyectar la fotografía hacia otros ambientes distintos de las agrupaciones. Después vendrían el "Grupo Cual" o, más activos, "Las Tejas" cuya presencia e influencia se deja sentir en la vida social de la agrupación.
Pese a ello, en los años 80, hay que recurrir a la memoria de los socios para seguir unas actividades que se resumían en salones nacionales y concursos sociales. Sin embargo, a nivel general, éstos fueron años de reconocimiento e interés por la fotografía que cristalizaron en la celebración de exhibiciones consideradas ya como clásicas y vieron el resurgir de la vieja idea de la Federación Nacional de Asociaciones Fotográficas que daría lugar a la Confederación Española de Fotografía. 
Tras fallecer Gerardo Vielba –el presidente que durante más años ha ocupado este cargo en la Real Sociedad Fotográfica- en 1992, la Junta Directiva de la Real Sociedad Fotográfica se renueva con la presidencia de María Teresa Gutiérrez Barranco –la única mujer que ha ostentado este cargo en su historia- quien concentra sus esfuerzos en tres frentes: la presencia de la entidad en los medios de comunicación, la recuperación de su historia y la catalogación de su ya más que interesante fototeca.
La exposición de sus fondos históricos a finales de 1993, junto al homenaje fotográfico que sus amigos de la Escuela de Madrid organizan a Gerardo Vielba, son objeto de actualidad en prensa, radio y televisión. De forma paralela, se había realizado un importante trabajo de catalogación de las imágenes depositadas en la fototeca desde sus primeros años de existencia. Gracias al patrocinio de la Fundación Banesto, se lograron ordenar 3.408 positivos, 207 placas estereoscópicas en papel positivo, 446 placas negativas y 7.317 placas positivas. Esas 11.778 imágenes constituían un patrimonio riquísimo al que, de forma inmediata, se le sacó partido con la organización de exhibiciones propias y su préstamo en las organizadas por otras entidades, por no hablar de la importante fuente de documentación en la que se han convertido para los estudiosos e historiadores que han visitado, durante décadas, el local de la calle del Príncipe, en Madrid.
Precisamente, en 2001, la veterana agrupación madrileña debe abandonar la sede social que la había albergado durante ochenta y cinco años para encontrar acomodo en un céntrico local del madrileño barrio de Lavapiés donde se ubica su sede actual.